# شیخ‌ولی
شیخ‌ولی یکی از روستاهای استان آذربایجان شرقی است که در دهستان گونی غربی، بخش تسوج، و شهرستان شبستر واقع شده‌است. شیخ ولی در ۱۵ کیلومتری تسوج، ۱۰ کیلومتری بندر شرفخانه و ۲۸ کیلومتری شبستر واقع شده‌است. این روستا از شمال به دهستان تیل، از غرب به روستای قره‌تپه و از جنوب به دریاچه ارومیه محدود می‌شود. این روستا در میان جاده بین‌المللی تبریز-بازرگان و خط راه‌آهن تبریز-سلماس قرار گرفته‌است. جمعیت این روستا کمتر از ۸۰۰ نفر می‌باشد. تنها مدرسه فعال این روستا دبستان ۱۵ خرداد می‌باشد که از پایه اول تا پنجم ابتدایی را شامل می‌شود.
مردم این روستا غالباً در بخش‌های دولتی بویژه راه‌آهن، کشاورزی و پرورش دام و طیور فعالیت دارند.